# Alejandro Galindo
Pour les articles homonymes, voir Galindo (homonymie).
Héctor Alejandro Galindo Amezcua  (né le 14 janvier 1906 à Monterrey - décédé le 1er février 1999 à Mexico) était un réalisateur, scénariste, acteur et producteur de cinéma et de radio mexicain. Il est considéré comme le réalisateur populaire de la ville de Mexico moderne.

## Biographie
Alejandro Galindo naquit à Monterrey, dans l'État du Nuevo León. Sa famille s'installa à Mexico alors qu'il était encore enfant. Il commença des études d'odontologie à l'université nationale autonome du Mexique qu'il abandonna pour partir à Hollywood, après que le producteur Germán Camus lui ait donné le goût du cinéma. À l'aube du cinéma parlant, Galindo travailla comme assistant, monteur et traducteur pour diverses compagnies, parmi lesquelles la Metro-Goldwyn-Mayer ; côtoya le réalisateur Gregory La Cava et suivit des études de scénario à l'Hollywood Institute of Scriptwriting and Photoplay. Columbia Pictures l'engagea pour adapter ses productions de type espagnol. Mais la crise économique de 1929 mit fin au rêve américain.
En 1930, il retourna au Mexique où il devint metteur en scène et scénariste pour des émissions de radio. Il débuta au grand écran en scénarisant La isla maldita de Boris Maicon (1934). Après le court métrage documentaire Teotihuacán, tierra de emperadores, il réalisa en 1937 son premier long métrage Almas Rebelde (en), qu'il scénarisa et monta lui-même. Il devint par la suite un réalisateur populaire auprès des classes moyennes urbaines mexicaines, lors de l'âge d'or du cinéma mexicain, la Época de Oro.
En 1985, il dirigea son ultime travail, une biographie du président Lázaro Cárdenas, qui ne fut jamais diffusée pour raisons politiques. Alejandro Galindo fut, durant de nombreuses années, dirigeant du STPC (Syndicat des travailleurs de la production cinématographique mexicaine).
Alejandro Galindo fut marié à Mariela Flores et Pin Crespo. Son frère, Marco Aurelio Galindo, est écrivain.

## Filmographie

### Comme acteur
- 1936 : El baúl macabro de Miguel Zacarías
- 1937 : ¡Esos hombres! de Rolando Aguilar
- 1939 : Una Luz en mi camino de José Bohr (es)
- 1986 : El Misterio de la araña de César Taboada
- 1991 : Jóvenes delincuentes de Mario Hernández

### Comme réalisateur
| - 1935 : Teotihuacán, tierra de emperadores - 1937 : Almas rebeldes - 1938 : Refugiados en Madrid - 1938 : Mientras México duerme - 1939 : El Muerto murió - 1939 : Corazón de niño - 1940 : El monje loco (es) - 1941 : Ni arena Ni sangre - 1941 : El Rápido de las 9:15 - 1942 : Virgen de medianoche - 1943 : Konga Roja - 1943 : Divorciadas - 1944 : Tribunal de Justicia - 1945 : La Sombra de Chucho el Roto - 1946 : Tú eres la luz - 1946 : Champion sans couronne - 1948 : Los que volvieron - 1948 : El Muchacho alegre - 1948 : Hermoso ideal - 1948 : Bajan...! Esquina - 1949 : Confidencias de un ruletero - 1949 : Hay lugar para... dos - 1949 : Una Familia de tantas - 1950 : Cuatro contra el mundo - 1951 : Doña Perfecta - 1951 : Dicen que soy comunista - 1951 : Capitán de rurales - 1952 : Crisol de pensamiento mexicano - 1953 : Sucedió en Acapulco - 1953 : El Último Round - 1953 : Los Dineros del diablo - 1953 : Las Infieles - 1953 : Por el mismo camino - 1954 : Los Fernández de Peralvillo - 1954 : La Duda - 1955 : Tres melodías de amor - 1955 : Espaldas mojadas - 1956 : Policías y ladrones - 1956 : Historia de un marido infiel | - 1957 : Esposa te doy - 1957 : Hora y media de balazos - 1958 : Raffles - 1958 : Manos arriba - 1958 : Piernas de oro - 1958 : Échenme al gato - 1958 : Te vi en tv - 1958 : Tu hijo debe nacer - 1959 : México nunca duerme - 1959 : La Vida de Agustín Lara - 1959 : La Edad de la tentación - 1960 : Ni hablar del peluquín - 1960 : El Supermacho - 1961 : Mañana serán hombres - 1961 : Ellas también son rebeldes - 1961 : La Muerte y el crimen - 1964 : La Mente y el crimen - 1968 : Corona de lágrimas - 1970 : Simplemente vivir - 1970 : Remolino de pasiones - 1970 : Cristo 70 (es) - 1971 : Verano ardiente - 1972 : Pepito y la lámpara maravillosa - 1972 : Triangulo (es) - 1972 : Tacos al carbón (es) - 1973 : San Simón de los Magueyes - 1974 : El Juicio de Martín Cortés - 1974 : Ante el cadáver de un líder - 1977 : Las del talon - 1977 : Que te vaya bonito - 1979 : Milagro en el circo (es) - 1979 : Mojados - 1979 : Dimas de Leon - 1981 : El Color de nuestra piel - 1983 : El Sexo de los pobres - 1984 : Cruz de olvido - 1985 : Lázaro Cárdenas |

### Comme scénariste
- 1934 : La isla maldita de Boris Maicon
- 1936 : El baúl macabro de Miguel Zacarías
- 1937 : Ave sin rumbo de Roberto O'Quigley

### Comme producteur
- 1964 : La Mente y el crimen de lui-même
- 2000 : Las Aventuras de Dios d'Eliseo Subiela

## Récompenses et distinctions
- 1947 : Ariel d'Argent du Film le Plus Mexicain pour Campeón sin corona
- 1947 : Ariel d'Argent du Meilleur Scénario Original pour Campeón sin corona
- 1949 : Ariel d'Argent du Meilleur Scénario pour Esquina, Bajan...!
- 1950 : Ariel d'Argent du Meilleur Scénario pour Una Familia de tantas
- 1950 : Ariel d'Or pour Una Familia de tantas
- 1950 : Ariel d'Argent du Meilleur Réalisateur pour Una Familia de tantas
- 1952 : Ariel d'Argent du Meilleur Scénario pour Doña Perfecta (es)
- 1955 : Ariel d'Or pour Los Fernández de Peralvillo
- 1955 : Ariel d'Argent du Meilleur Réalisateur pour Los Fernández de Peralvillo
- 1956 : Ariel d'Argent du Meilleur Scénario Original pour Espaldas mojadas
- 1956 : Ariel d'Argent du Meilleur Film d'Intérêt National pour Espaldas mojadas
- 1958 : Ariel d'Argent du Meilleur Scénario Original pour Esposa te doy
- 1991 : médaille Salvador-Toscano
- 1991 : Ariel d'Or Spécial pour l'ensemble de sa carrière